# مقاطعة غرتسية
مقاطعة غُرِتسِيَة أو غُرِتسِيَا أو (نقحرة: غوريتسيا) (Provincia di Gorizia) مقاطعة إيطالية بإقليم فريولي فينيتسيا جوليا ذاتي الحكم شمال شرق البلاد. عاصمتها مدينة غُرِتسِيَة ، يبلغ عدد سكانها 141.924 نسمة.

## الجغرافيا
تحدها غرباً مقاطعة أوديني ، و مقاطعة ترييستي من الجنوب الشرقي ، و دولة سلوفينيا من الشرق و البحر الادرياتيكي جنوباً.
تشمل أراضيها الوادي الأسفل لنهر إزونسو و مصب نهر تيمافو و جزء من منطقو كوليو .
أهم مدن المقاطعة :
- غُرِتسِيَة 36.051 ساكن
- مونفلكوني 27.897 ساكن